# Gle Labuhan
Gle Labuhan är en kulle i Indonesien.   Den ligger i provinsen Aceh, i den västra delen av landet, 1 800 km nordväst om huvudstaden Jakarta. Toppen på Gle Labuhan är 115 meter över havet, eller 88 meter över den omgivande terrängen. Bredden vid basen är 0,98 km.
Terrängen runt Gle Labuhan är kuperad åt nordost, men åt sydost är den bergig. Havet är nära Gle Labuhan västerut.Runt Gle Labuhan är det glesbefolkat, med 15 invånare per kvadratkilometer. Närmaste större samhälle är Banda Aceh, 17,1 km nordost om Gle Labuhan. 